# Cuatro Caminos, Chicomuselo
Cuatro Caminos är en ort i Mexiko.   Den ligger i kommunen Chicomuselo och delstaten Chiapas, i den sydöstra delen av landet, 800 km sydost om huvudstaden Mexico City. Cuatro Caminos ligger 722 meter över havet och antalet invånare är 264.
Terrängen runt Cuatro Caminos är kuperad åt nordväst, men åt sydost är den bergig. Runt Cuatro Caminos är det ganska glesbefolkat, med 42 invånare per kvadratkilometer. Närmaste större samhälle är Chicomuselo, 13,5 km öster om Cuatro Caminos. I omgivningarna runt Cuatro Caminos växer huvudsakligen savannskog.